# Lijst van voetbalinterlands Duitse Democratische Republiek - Joegoslavië
Deze lijst van voetbalinterlands is een overzicht van alle officiële voetbalwedstrijden tussen de nationale teams van de Duitse Democratische Republiek en Joegoslavië. De landen speelden in totaal zes keer tegen elkaar. De eerste ontmoeting, een vriendschappelijke wedstrijd, werd gespeeld in Belgrado op 16 mei 1962. Het laatste duel, een kwalificatiewedstrijd voor het Wereldkampioenschap voetbal 1986, vond plaats op 28 september 1985 in de Joegoslavische hoofdstad.

## Wedstrijden
| № | Plaats   | Datum             | Competitie           | Wedstrijd                                    | Uitslag |
| - | -------- | ----------------- | -------------------- | -------------------------------------------- | ------- |
| 1 | Belgrado | 16 mei 1962       | Vriendschappelijk    | Joegoslavië – Duitse Democratische Republiek | 3 – 1   |
| 2 | Leipzig  | 16 september 1962 | Vriendschappelijk    | Duitse Democratische Republiek – Joegoslavië | 2 – 2   |
| 3 | Leipzig  | 9 mei 1971        | EK 1972 kwalificatie | Duitse Democratische Republiek – Joegoslavië | 1 – 2   |
| 4 | Belgrado | 16 oktober 1971   | EK 1972 kwalificatie | Joegoslavië – Duitse Democratische Republiek | 0 – 0   |
| 5 | Leipzig  | 16 oktober 1984   | WK 1986 kwalificatie | Duitse Democratische Republiek – Joegoslavië | 2 – 3   |
| 6 | Belgrado | 28 september 1985 | WK 1986 kwalificatie | Joegoslavië – Duitse Democratische Republiek | 1 – 2   |

## Samenvatting
| Competitie        | Totaal gespeeld | Winst DDR | Gelijk | Winst Joegoslavië | Doelsaldo DDR – Joegoslavië |
| ----------------- | --------------- | --------- | ------ | ----------------- | --------------------------- |
| WK-kwalificatie   | 2               | 1         | 0      | 1                 | 4 − 4                       |
| EK-kwalificatie   | 2               | 0         | 1      | 1                 | 1 − 2                       |
| Vriendschappelijk | 2               | 0         | 1      | 1                 | 3 − 5                       |
| Totaal            | 6               | 1         | 2      | 3                 | 8 − 11                      |

Wedstrijden bepaald door strafschoppen worden, in lijn met de FIFA, als een gelijkspel gerekend.

## Details

### Vierde ontmoeting
| EK 1972 kwalificatie (Belgrado, Joegoslavië, 16 oktober 1971): |       |                                |
| Joegoslavië                                                    | 0 – 0 | Duitse Democratische Republiek |
|                                                                | goals |                                |

### Vijfde ontmoeting
| WK 1986 kwalificatie (Leipzig, Duitse Democratische Republiek, 16 oktober 1984):                                                                                  |              | |
| Duitse Democratische Republiek | 2 – 3        | Joegoslavië |
| Michael Glowatzky 11' Rainer Ernst 50' | goals        | 30' Mehmed Baždarević 48' Fadil Vokrri 80' Miloš Šestić |
| Bernd Stange | bondscoach   | Miloš Milutinović |
| René Müller Hans-Jürgen Dörner Ronald Kreer Dirk Stahmann Uwe Zötzsche Frank Rohde Rainer Ernst Rainer Troppa 69' Wolfgang Steinbach Michael Glowatzky Ralf Minge | opstellingen | Ranko Stojić Faruk Hadzibegić Miodrag Radović Ljubomir Radanović Mirsad Baljić 83' Miloš Šestić Ivan Gudelj Vladimir Zajec Mehmed Baždarević Zlatko Vujović 88' Fadil Vokrri |
| Joachim Streich 69' | wissels      | 83' Davor Jozić 88' Stjepan Deverić |
| Ronald Kreer 1' | gele kaarten | 60' Miodrag Radović |
| - Laatste interland van Joachim Streich (98ste) voor de DDR. |              | |

### Zesde ontmoeting
| WK 1986 kwalificatie (Belgrado, Joegoslavië, 28 september 1985): |              | |
| Joegoslavië | 1 – 2        | Duitse Democratische Republiek |
| Haris Škoro 83' | goals        | 47' Andreas Thom 59' Andreas Thom |
| Miloš Milutinović | bondscoach   | Bernd Stange |
| Živan Ljukovčan Nenad Gračan Mirza Kapetanović Ivan Gudelj 62' Marko Elsner Ljubomir Radanović Jovica Nikolić 46' Miloš Bursać Mehmed Baždarević Zlatko Vujović Haris Škoro | opstellingen | René Müller Frank Rohde Ronald Kreer Uwe Zötzsche Hans-Uwe Pilz Ralf Minge Matthias Liebers Andreas Thom 89' Ulf Kirsten Rainer Ernst Carsten Sänger |
| Milko Đurovski 46' Vlado Čapljić 62' | wissels      | 89' Jürgen Heun |
| | gele kaarten | |
| - Debuut van Živan Ljukovčan (Rode Ster Belgrado), Jovica Nikolić (Rode Ster Belgrado), Miloš Bursać (FK Sutjeska) en Haris Škoro (FK Željezničar) voor Joegoslavië.        |              | |